# لولاک

لولاک نام روستایی است با ۱۰۰ خانوار با جمعیت ۲۹۰ نفری در ارتفاع ۶۶۰ متری از سطح دریا در ۸ کیلومتری شهر زیراب در دهستان کسلیان محصور در میان جنگلهای شهرستان سوادکوه در استان مازندران .
لولاک از ترکیب دو واژه ی  لو  به معنای بلند و  لاک  به معنای قطعه زمین ، تشکیل شده است و دقیقاً با واقع شدن در نقطه ای مرتفع به این مفهوم عینیت می بخشد.
نمای دوّار پوشش جنگلی اطراف این روستا ، آن را به یکی از نقاط بسیار زیبا و دیدنی منطقه تبدیل کرده است . با اجرای طرح هادی ، تعریض و آسفالت و جدول بندی ، و نامگذاری کوچه ها بافت آن را با بسیاری از روستاهای منطقه متمایز کرده است .طبیعت سر سبز و چشم اندازهای طبیعی اطراف مخصوصاً در فصل بهار و پاییز بسیار روح نواز و با طراوت است ، بخاطر واقع شدن در  اقلیم جنگلی ، از آب و هوای مطبوع برخوردار است .
این روستا با روستاهای پاشاکلا، سنگ نیشت و مته کلا همسایه بوده و از مناظر بسیار بدیعی بهره می برد . 
این روستا هم چنین از چشمه آب گوارا ای در منطقه ای به نام کتیک نیز بهره می‌برد که آب شرب روستا را تأمین می‌کند.
همچنین چشمه قل قل او در این روستا واقع شده است
این روستا منطقه‌ای گردشگری محسوب می‌شود .
لولاک . [ ل َ ] (اِخ ) دهی از دهستان کسلیان، بخش سوادکوه شهرستان شاهی، واقع در هشت هزارگزی خاوری زیرآب . کوهستانی، معتدل، مرطوب و مالاریائی . دارای 50 تن سکنه . آب آن از چشمه و رود کسلیان . محصول آنجا برنج و غلات . شغل اهالی زراعت و راه آن مالرو است . (از فرهنگ جغرافیائی ایران ج 3).